# Leandre Amigó i Batllori
Leandre Amigó i Batllori (Molins de Rei, 1906 - Barcelona, 2005) fou un escriptor, periodista i crític literari català.
El 1921 fou secretari del primer Pomell de Joventut, moviment catalanista i cristià fundat per Josep Maria Folch i Torres. Abans de la guerra civil espanyola va col·laborar als periòdics El Matí i La Revista. Va participar en els Jocs Florals de Barcelona de 1930 amb l'obra Confessió. Davant Crist i en els de 1934 obtingué el premi Narcís Oller de narració per l'obra Ernest. Tot i això, fins al 1948 no publicà el seu primer recull de contes.
Després de la guerra treballà com a executiu a la Caixa de Pensions per a la Vellesa i Estalvis i col·laborà als diaris Tele/eXpres, Tele/Estel, Catalunya Cristiana, Avui i al Butlletí de l'Ateneu Barcelonès, del que en fou vocal. Ha estat membre de l'Associació d'Escriptors en Llengua Catalana (AELC) i del PEN català. El 1985 rebé la Creu de Sant Jordi.

## Obres

### Narrativa
- Ernest (1934), premi Narcís Oller als Jocs Florals de Barcelona
- Elogi a l'ancianitat. Barcelona (1946)
- Enlluernament (1948)
- La pau dels dies (1954)
- La frontera de l'oblit (1981)

### Biografies
- Joaquim Ruyra (1950)
- Joan Oller i Rabassa, novel·lista (1953)
- Presències i evocacions (1969)
- Salvador Espriu en els seus millors escrits (1974)
- Semblances: testimonis d'una cultura (1990)

### Descripció i viatges
- El batec d'una plaça: la plaça de Molins de Rei al llarg del temps (1997)